# Падилья, Дуглас
Даглас Флойд Падилья (англ. Douglas Floyd Padilla; род. 4 октября 1956, Окленд, Калифорния) — американский легкоатлет, специалист по бегу на средние и длинные дистанции. Выступал за сборную США по лёгкой атлетике в 1981—1991 годах, чемпион Игр доброй воли в Москве и Универсиады в Бухаресте, победитель Кубка мира, многократный победитель и призёр первенств национального значения, участник двух летних Олимпийских игр.

## Биография
Даг Падилья родился 4 октября 1956 года в Окленде, Калифорния.
Занимался бегом во время учёбы в Университете Бригама Янга, состоял в местной легкоатлетической команде BYU Cougars, в 1978—1981 годах успешно выступал на различных студенческих соревнованиях.
Будучи студентом, в 1981 году представлял Соединённые Штаты на Универсиаде в Бухаресте, где превзошёл всех соперников в беге на 5000 метров и завоевал золотую медаль.
В 1983 году в дисциплине 5000 метров одержал победу на чемпионате США в Индианаполисе, занял пятое место на впервые проводившемся чемпионате мира по лёгкой атлетике в Хельсинки.
Выиграв национальный олимпийский отборочный турнир, в 1984 году Падилья удостоился права защищать честь страны на летних Олимпийских играх в Лос-Анджелесе — в финале бега на 5000 метров показал результат 13:23.56, расположившись в итоговом протоколе на седьмой строке.
В 1985 году вновь стал чемпионом США на дистанции 5000 метров. На международном турнире в Хельсинки установил свой личный рекорд — 13:15.44. Помимо этого, был лучшим на Кубке мира в Канберре и на Финале Гран-при IAAF в Риме.
В 1986 году защитил звание национального чемпиона, завоевал золото на впервые проводившихся Играх доброй воли в Москве.
В 1987 году в беге на 3000 метров стал пятым на чемпионате мира в помещении в Индианаполисе, стартовал на Панамериканских играх в Индианаполисе и на чемпионате мира в Риме.
В 1988 году выиграл бег на 5000 метров на чемпионате США в Тампе и на национальном олимпийском отборочном турнире в Индианаполисе — тем самым прошёл отбор на Олимпийские игры в Сеуле. В итоге на Олимпиаде показал результат 13:37.11, чего оказалось недостаточно для выхода в финал.
В 1989 году в дисциплине 3000 метров был четвёртым на чемпионате мира в помещении в Будапеште.
В 1990 году в беге на 5000 метров победил на чемпионате США в Норуолке, занял 11-е место на Играх доброй воли в Сиэтле.
Принимал участие в чемпионате мира 1991 года в Токио, показав в финале 5000-метровой дистанции 14-й результат.
Завершив карьеру профессионального спортсмена, регулярно участвовал в различных любительских и ветеранских соревнованиях. В 1996 году во время пробежки был сбит машиной, при этом его левая нога пострадала настолько сильно, что ей грозила ампутация. В итоге ногу всё же удалось сохранить, но Падилье пришлось перенести множество сложных хирургических операций и целый год проходить реабилитацию, прежде чем он смог вновь начать ходить.
Впоследствии в течение многих лет работал в спортивной системе Университета Бригама Янга, занимал должность начальника оперативного управления по лёгкой атлетике. Организатор легкоатлетических турниров на территории штата Юта.